# Tampichthys dichromus
La carpa bicolor (Tampichthys dichromus) es una especie de peces de la familia de los Cyprinidae (carpas y carpitas) en el orden de los Cypriniformes. La CONABIO la identifica como Tampichthys dichroma. Es una especie dulceacuícola endémica de México. Se distribuye en el estado de San Luis Potosí. La NOM-059-SEMARNAT-2010 considera a la especie como amenazada; la UICN2019-1 como vulnerable.

## Hábitat
Es un pez de agua dulce.

## Distribución geográfica
Se encuentran en México.